# Olga Menchik
Olga Menchik (Menčíková, Menčik) Rubery (Moscou, 1908 – Clapham, Londres, 26 de juny de 1944) va ser una Mestra d'escacs txeco-britànica.
Nascuda a Moscou de pare txec i mare britànica, era germana petita de Vera Menchik. Tots es van traslladar a Anglaterra el 1921. El gener de 1927, Vera va guanyar el campionat femení de Londres i Olga va ocupar-hi el segon lloc.
Va ocupar el quart lloc al cinquè Campionat del món d'escacs femení, a Varsòvia 1935, i va empatar als llocs 17è a 20è a l'edició de 1937 a Estocolm (Vera Menchik va guanyar ambdues proves).
Es va casar amb un britànic, Clifford Granville Rubery. Olga, de 37 anys, la seva germana i la seva mare van morir en un bombardeig quan una bomba voladora V-1 alemanya va impactar a casa seva al número 47 de Gauden Road, Clapham, al sud de Londres, el 1944.